# Eparchia di Bhadravathi
L'eparchia di Bhadravathi (in latino Eparchia Bhadravathensis) è una sede della Chiesa cattolica siro-malabarese in India suffraganea dell'arcieparchia di Tellicherry. Nel 2022 contava 9.967 battezzati su 3.257.000 abitanti. È retta dall'eparca Joseph Arumachadath, M.C.B.S.

## Territorio
L'eparchia estende la sua giurisdizione sui fedeli di rito siro-malabarese dei distretti di Shimoga e Chickmagalur nello Stato indiano del Karnataka.
Sede eparchiale è la città di Bhadravati, dove si trova la cattedrale del Piccolo Fiore (Little Flower Cathedral).
Il territorio si estende su 15.666 km² ed è suddiviso in 24 parrocchie.

## Storia
L'eparchia è stata eretta con decreto dell'arcivescovo maggiore Varkey Vithayathil il 21 agosto 2007, ricavandone il territorio dall'eparchia di Mananthavady.
Il 18 gennaio 2010 ha incorporato il distretto di Chickmagalur che era appartenuto all'eparchia di Mananthavady.

## Cronotassi dei vescovi
Si omettono i periodi di sede vacante non superiori ai 2 anni o non storicamente accertati.
- Joseph Arumachadath, M.C.B.S., dal 21 agosto 2007

## Statistiche
L'eparchia nel 2022 su una popolazione di 3.257.000 persone contava 9.967 battezzati, corrispondenti allo 0,3% del totale.
| anno | popolazione | popolazione | popolazione | presbiteri | presbiteri | presbiteri | presbiteri                | diaconi | religiosi | religiosi | parrocchie |
| anno | battezzati  | totale      | %           | numero     | secolari   | regolari   | battezzati per presbitero | diaconi | uomini    | donne     | parrocchie |
| ---- | ----------- | ----------- | ----------- | ---------- | ---------- | ---------- | ------------------------- | ------- | --------- | --------- | ---------- |
| 2009 | 6.425       | 1.639.622   | 0,4         | 26         | 1          | 25         | 247                       |         | 25        | 84        | 17         |
| 2012 | 9.391       | 1.709.000   | 0,5         | 39         | 2          | 37         | 240                       |         | 37        | 123       | 24         |
| 2015 | 9.689       | 2.968.000   | 0,3         | 40         | 8          | 32         | 242                       |         | 32        | 119       | 24         |
| 2018 | 9.873       | 3.150.000   | 0,3         | 59         | 11         | 48         | 167                       |         | 48        | 128       | 24         |
| 2020 | 9.986       | 3.220.300   | 0,3         | 61         | 13         | 48         | 163                       |         | 112       | 128       | 24         |
| 2022 | 9.967       | 3.257.000   | 0,3         | 50         | 14         | 36         | 199                       |         | 36        | 126       | 24         |